# Биккельхаупт, Вернер
Вернер Биккельхаупт (нем. Werner Bickelhaupt; 2 декабря 1939, Обер-Рамштадт) — немецкий футбольный тренер.

## Карьера
Начинал свою тренерскую карьеру на родине. После работы с несколькими командами Биккельхаупт попробовал свои силы за пределами родной страны. В 1978 году немец возглавил Бангладеш. Параллельно он руководил ее национальной командой до 19 лет на домашнем юниорском Кубке Азии. В дальнейшем специалист работал со сборными Таиланда и Мьянмы, а также с турецким «Сакарьяспором» и с египетским «Аль-Иттихадом».
Последним местом работы немца была сборная Свазиленда, которую он принял в октябре 2003 года. Однако спустя два месяца Биккельхаупт был отправлен в отставку после ее вылета из первого этапа отборочного турнира к Чемпионату мира 2006 года в Германии. По сумме двух матчей Свазиленд уступил Кабо-Верде (1:1, 0:3).

## Достижения
- Обладатель Кубка Судана (1): 2000.